# 형제 (1997년 드라마)
《형제》는 한국방송공사 1TV 특집드라마이다.

## 제작진
- 극본 : 윤혁민
- 연출 : 이정훈

## 출연진
- 권기선
- 나문희
- 이신재
- 임채무
- 조양자